# Ihor Buriak
Ihor Wasylowycz Buriak ukr. Ігор Васильович Буряк (ur. 12 stycznia 1983 w Kijowie) – ukraiński piłkarz, grający na pozycji obrońcy.

## Kariera piłkarska

### Kariera klubowa
Wychowanek DJuSSz-19 Kijów, DJuSSz-14 Kijów oraz Dynama Kijów, barwy których bronił w juniorskich mistrzostwach Ukrainy (DJuFL). W 2001 rozpoczął karierę piłkarską w niemieckim klubie FC Sachsen Lipsk. Ale już w 2003 powrócił do Ukrainy, gdzie został piłkarzem Metałurha Donieck. Nie potrafił przebić się do podstawowego składu, dlatego na początku 2005 przeniósł się do Arsenału Charków, który latem zmienił nazwę na FK Charków. Latem 2007 klub wystawił piłkarza na transfer. Potem został piłkarzem Illicziwca Mariupol. Latem 2008 przeszedł do Dnistra Owidiopol. Następnego lata 2009 podpisał kontrakt z klubem Tawrija Symferopol. Podczas przerwy zimowej sezonu 2009/10 powrócił do Dnistra. Latem 2010 przeszedł do Czornomorca Odessa. Jednak niedługo grał w nim. 20 listopada 2010 klub i piłkarz za obopólną zgodą anulowali kontrakt. 26 lutego 2011 po raz trzeci podpisał kontrakt z Dnistrem Owidiopol. Latem 2011 wyjechał do Kazachstanu, gdzie bronił barw klubu Wostok Öskemen. W końcu 2012 kontrakt z klubem wygasł, a w kwietniu 2013 zasilił skład do Naftana Nowopołock.

### Kariera reprezentacyjna
Występował w juniorskiej reprezentacji Ukrainy.

## Sukcesy

### Sukcesy klubowe
- mistrz Pierwszej lihi: 2008
- wicemistrz Pierwszej lihi: 2005